# Nicolás López
Nicolás Federico „Diente” López Alonso (ur. 1 października 1993 w Montevideo) – urugwajski piłkarz występujący na pozycji napastnika lub skrzydłowego w urugwajskim Club Nacional de Football.

## Kariera piłkarska
López zadebiutował w seniorskich rozgrywkach 24 kwietnia 2011 roku w barwach Nacional. W sierpniu 2011 roku doszło do konfliktu zawodnika z klubem, po tym jak ojciec zawodnika oznajmił, że wraz z menedżerem zawodnika udał się do Europy rozmawiać z innymi klubami bez wiedzy Nacionalu. Ostatecznie w styczniu 2012 roku, po tym jak ukończył 18 lat, został zawodnikiem AS Roma. W trakcie letniej przerwy dostał sporo szans w sparingach od nowego trenera Zdenka Zemana i zadebiutował w pierwszej kolejce sezonu 2012/2013 włoskiej Serie A. Przez cały sezon wystąpił jednak zaledwie w 6 spotkaniach. Na przełomie czerwca i lipca 2013 wystąpił jeszcze z reprezentacją Urugwaju U-20 na Mistrzostwach Świata U-20 w Turcji. Zdobył tam 4 bramki i został uhonorowany srebrną piłką (nagroda dla drugiego najlepszego piłkarza turnieju), przegrywając jedynie z Paulem Pogbą. Po zakończeniu turnieju trafił do Udinese Calcio za 4 miliony Euro. W nowym klubie dostawał zdecydowanie więcej szans (21 meczów w sezonie 2013/2014), jednak często pojawiał się na boisku z ławki rezerwowych (14 takich meczów). Zdobył w nich dwie bramki i przed kolejnym sezonem został wypożyczony do Hellas Verona. W klubie z Werony pięciokrotnie pokonywał bramkarzy rywali, co jest jego najlepszym wynikiem w europejskich ligach. 
Na okres przygotowawczy przed kolejnym sezonem wrócił do Udinese, jednak w sierpniu 2015 roku został wypożyczony do Granady - wówczas klubu partnerskiego Udinese. Po zaledwie półrocznym pobycie w Hiszpanii wrócił do Włoch, by 4 dni później zostać wypożyczonym, na okres 1,5 roku, do macierzystego klubu - Nacional. Latem 2016 roku SC Internacional wykupił 50% praw do zawodnika od Udinese i tym samym Urugwajczyk dołączył do brazylijskiego klubu.